# Magyar népzenegyűjtők listája
Az alábbi listában a Magyarországon tevékenykedő ill. magyar nemzetiségű  népzenegyűjtőket találhatjuk. A lista összeállításának alapját a Magyar Néprajzi Lexikon népzenegyűjtés szócikke, valamint a Tiszán innen, Dunán túl: 150 magyar népdal c. könyv képezte.

## A–K
- Ádám Jenő zeneszerző, népdalgyűjtő
- Ágasvári Sándorné (1902–1973?) népdalgyűjtő, énekes Kisterenye, palóc dalok[3]
- Agócs Gergely
- Almási István, néprajzkutató
- Ág Tibor
- Balla Péter (1908–1984) népdalgyűjtő, hegedűtanár, Bukovina[4]
- Barsi Ernő
- Bartalus István
- Bartók Béla
- Bárdos Lajos
- Benczédi Huba Lóránt
- Békefi Antal, zeneszerző
- Bodor Anikó
- Borsai Ilona (1924–1982) népzenekutató, zenetörténész, kopt liturgia[5]
- Both Miklós előadóművész, 2014-től az ukrán népzene gyűjtője
- Budai Ilona
- Csajághy György
- Csapó Károly (1930–2003) dalénekes, folklorista, zenetudós Nyírcsaholy, Pilisszántó, Szék[6]
- Dancs Lajos
- Demény Piroska (1917–1994) tanár, népzenegyűjtő, zeneszerző Erdély, Aranyosszék[7]
- Dincsér Oszkár (1911–1977) néprajzkutató, gyűjtő Erdély, Szokolya[8]
- Dobszay László
- Domokos Pál Péter
- Fekete Antal, "Puma" (?) zenész, népzenegyűjtő Erdély[9]
- Garay Ákos
- Halmos István (1929–2016) népzenekutató, muzeológus Pakisztán, India[10]
- Jagamas János
- Járdányi Pál
- Juhász Zoltán (1955-)[11]
- Kallós Zoltán (1926–2018) erdélyi magyar néprajzkutató, népzenegyűjtő Mezőség, Kalotaszeg, Moldva, Gyimes[12]
- Kerényi György
- Kertész Gyula (1900–1967)[13]
- Kiss Ferenc (1954–) zenész, zeneszerző, népzenegyűjtő és szövegíró, Kárpátalja[14]
- Kiss Lajos
- Kodály Zoltán
- Kovalcsik Katalin (Szintók)
- Kühár István, író

## L–Z
- Mc isti
- Lajtha László
- Manga János
- Martin György (1932–1983) tánctörténész, néprajzkutató, zenefolklorista
- Matusek László (Magyarországi horvát)
- Molnár Antal
- Olsvai Imre
- Pávai István
- Péczely Attila
- Rajeczky Benjamin (1901–1981) zenetörténész, népzenekutató, egyházzenész
- Róheim Géza
- Sárosi Bálint
- Sebestyén Gyula
- Sebő Ferenc
- Seemayer Vilmos (1879–1940) geológus, néprajzkutató, népzenegyűjtő[15]
- Seiber Mátyás
- Szendrei Janka (1938–2019) zenetudós, karvezető[16]
- Szenik Ilona
- Szomjas-Schiffert György (1910–2004) számi[17]
- Takács Jenő, zeneszerző
- Timár Sándor
- Tóth Margit
- Vajda József (1920–1998) tanár, népzenekutató Zala megye, Dunántúl[18]
- Vargyas Lajos
- Vavrinecz Imre (Olsvai Imre 1931–2014 születési neve)  zenetudós, népzenekutató Somogy, Baranya, Tolna, Zala és Bács-Kiskun megyék[19]
- Veress Sándor, zeneszerző
- Vig Rudolf (1929–1983) népzenekutató, karnagy indiai és cigány népzene[20]
- Vikár Béla
- Vikár László
- Virágvölgyi Márta (1948-) népzenegyűjtő, hegedűtanár Mezőség, Székelyföld, Felvidék, Gömör, Szatmár, Somogy[21]
- Volly István
- Vujicsics Tihamér (Magyarországi szerb)